# Невшехір (провінція)
Невшехі́р (тур. Nevşehir) — провінція в Туреччині, розташована в регіоні Центральна Анатолія. Столиця — Невшехір.
| Туреччина | Це незавершена стаття з географії Туреччини. Ви можете допомогти проєкту, виправивши або дописавши її. |